# Marguerite Steinheil

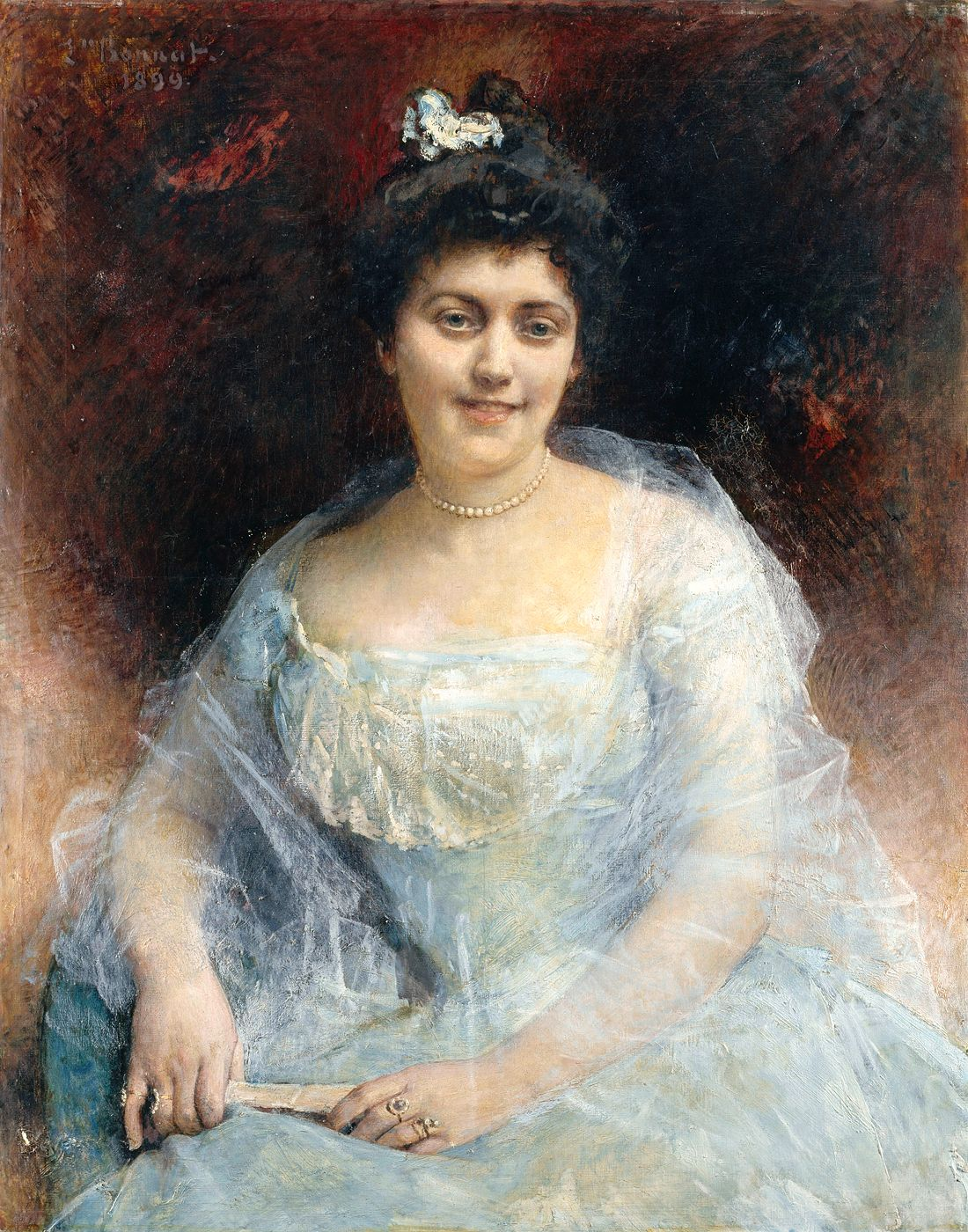
Steinheil in 1899, geschilderd door Léon Bonnat

Marguerite Jeanne Steinheil (Beaucourt, 16 april 1869 – Hove (Engeland), 17 juli 1954) was een Franse vrouw die bekendheid genoot vanwege een serie verhoudingen met mannen van aanzien. Ze werd berucht nadat bekend werd dat president Félix Faure in haar bijzijn zou zijn overleden. Hij zou een hartaanval hebben gekregen tijdens een vrijpartij met Steinheil. Later werd ze beschuldigd van twee moorden: namelijk het doden van haar echtgenoot en van haar moeder.

## Biografie
Steinheil werd in de stad Beaucourt geboren als Marguerite Jeanne Japy. Ze was telg van een vermogende industriefamilie. In 1890 trouwde ze de Franse kunstschilder Adolphe Steinheil, die twintig jaar ouder was. Meg, zoals ze werd genoemd, werd een geziene gast in de Parijse society en haar salon werd met regelmaat bezocht door vooraanstaande heren als Charles Gounod, René Lalique, Émile Zola en Pierre Loti.

### President Faure
In 1897 ontmoette Steinheil Félix Faure in Chamonix, een stadje aan de voet van de Mont Blanc, en niet lang daarna werd ze zijn minnares. Op 16 februari 1899 vroeg Faure haar aan het eind van de middag naar het Élysée te komen. Kort na haar aankomst werden bedienden naar de privévertrekken geroepen, waar Faure roerloos op de bank lag, terwijl Steinheil haar wanordelijke kleding fatsoeneerde. Faure stierf enkele uren later. 
Naderhand had Steinheil een hele reeks minnaars, vaak mannen van aanzien, waaronder koning Sisowath van Cambodja en de machtige industrieel Maurice Borderel. Daarmee werd ze een vertegenwoordiger van de demi-monde, een klasse van vrouwen die bekend stonden vanwege verhoudingen met machtige en vermogende heren.

### De affaire Steinheil

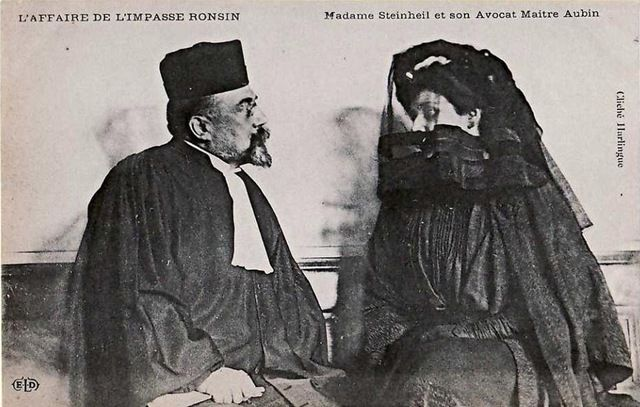
Marguerite Steinheil met haar advocaat

Op 31 mei 1908 werden haar moeder en echtgenoot dood aangetroffen in hun woning aan de Impasse Ronsin. Ze bleken beide gewurgd te zijn. Marguerite werd er eveneens aangetroffen, vastgebonden aan haar bed. Ze verklaarde gekneveld te zijn door vier in het zwart geklede vreemden, maar de politie beschouwde haar meteen al als verdachte. De politie deed alsof het onderzoek vanwege een gebrek aan bewijs werd gestaakt. Steinheil zelf beschuldigde kort achtereen een bediende en de zoon van een huishoudster van betrokkenheid bij de moorden, maar beiden gingen vrijuit.
In november 1908 werd Steinheil alsnog in staat van beschuldiging gesteld en overgebracht naar de gevangenis van Saint Lazare. De arrestatie en de rechtszaak voor het Hof van Assisen veroorzaakten een sensatie in Parijs. Tijdens het proces kwam de hele levensloop van Steinheil aan de orde, inclusief alle invloedrijke en vermogende minnaars. Politieke opponenten van de regering trachtten er een slaatje uit te slaan en één krant beschuldigde haar zelfs van het vergiftigen van president Faure. Uiteindelijk werd Steinheil wegens een gebrek aan bewijs vrijgesproken, hoewel de rechter meende dat haar verklaringen een 'weefsel van leugens' waren. Het arrest werd op applaus onthaald door het aanwezige publiek. Het proces kreeg toen ook heel veel aandacht in de New York Times. 

### Later leven
Na de rechtszaak verhuisde Steinheil naar Londen, waar ze bekendstond als Madame de Serignac. In 1912 schreef ze haar memoires en in 1917 huwde ze de edelman Robert Scarlett, baron Abinger. Het paar vestigde zich in Hove, waar Marguerite in 1954 in een verpleegtehuis overleed.